# Дворец Тизенгауза (Гродно)
Дворец Тизенгауза (Дворец Городницы, дворец губернатора) — резиденция управляющего королевскими имениями, самый большой по занимаемой площади дворец ВКЛ, среди полностью построенных в XVIII веке.

## История

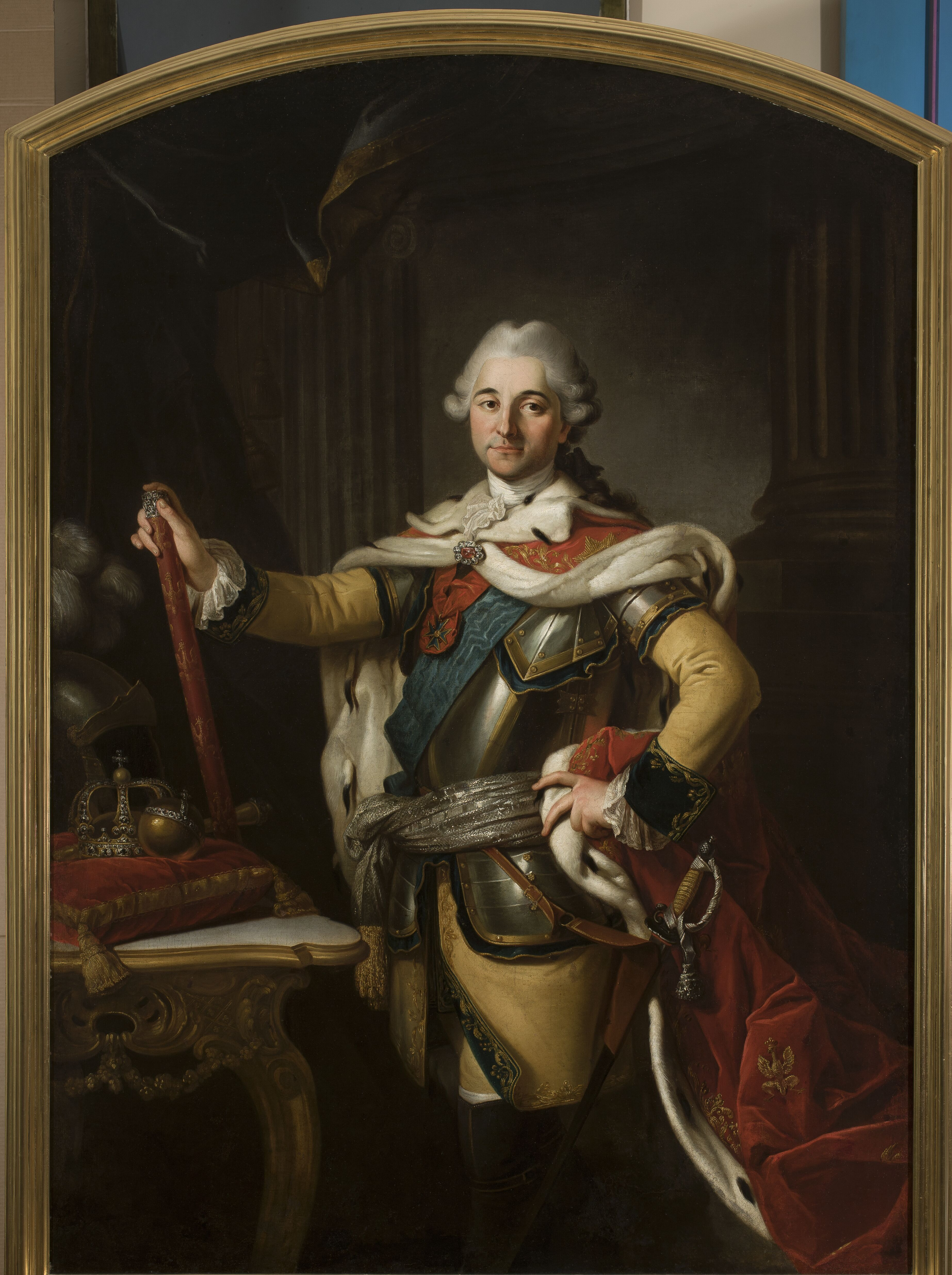
Король Станислав Август Понятовский, фактический хозяин дворца Городницы.

Комплекс строился в период 60-х – 80-х годов XVIII века, в рамках масштабного проекта застройки пригорода Гродно — Городницы. Надзор за работами по созданию ансамбля осуществлял Антоний Тизенгауз, хотя фактическим хозяином всего комплекса Городницы, и в частности главного дворца, являлся король Станислав Август Понятовский.

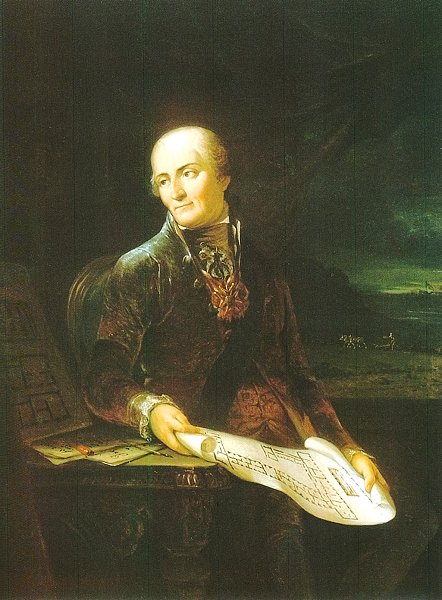
Граф Антоний Тизенгауз.

Здание являлось своеобразным центральным управлением королевских экономий ВКЛ (pałac ekonomiczny), и может, с некоторыми оговорками, считаться королевской резиденцией. В качестве королевского дворца упоминает главную резиденцию Городницы историк Станислав Костелковский. Войцех Богуславский называет манеж при дворце, служивший для театральных представлений на сейме 1784 года, королевским манежем. В некотором смысле, королевская резиденция на Городнице, известная как дворец Тизенгауза, была преемницей другой монаршей резиденции, когда-то размещённой в этом районе, так называемого деревянного замка королевы Боны Сфорца.
Архитектором здания, как считают исследователи, был королевский зодчий Мёзер. Считается, что некоторое участие в строительстве принимал и Джузеппе де Сакко.
В последней трети XVIII века дворец Городницы довольно часто посещали иностранные путешественники, упоминавшие его в мемуарах. Резиденция присутствует, в частности, в записях учёного Иоганна Бернулли и путешественника  Уильяма Кокса, посетившего дворец вместе с английским аристократом Джорджем Гербертом. Кокс вспоминал приём у графа Тизенгауза:

 Вечером граф дал нам бал, законченный элегантным ужином. Бал был живым и приятным. Компания развлекалась польскими и английскими народными танцами. Первый был простым, но не лишён изящества и приятный на вид. Первый мужчина провёл свою партнёршу по комнате и это мало чем отличалось от минуэта, затем он отпустил её руку, снова сделал небольшой круг, взял её за руки снова, и повторял те же движения до окончания.
Граф вежливо побуждал нас пожить какое-то время в Гродно и предлагал поселить нас в его доме, но, поскольку мы стремились прибыть в Петербург до начала зимы, мы отклонили приглашение, которое в противном случае мы должны были бы принять с величайшим удовольствием.
— Travels into Poland, Russia, Sweden, and Denmark: Interspersed with historical relations and political inquiries,  - William Coxe. Перевод из книги Е. Асноревского «Гродно — столица, которая осталась».
В 70-х годах XVIII века, во дворце, предположительно, проходили спектакли с участием  Анны Давии.
После падения королевского фаворита Антония Тизенгауза, во дворце жил племянник короля, князь  Станислав Понятовский, при котором резиденция была расширена.
Во время почётного плена в Гродно короля Станислава Августа Понятовского (с 1795 по 1796 год), дворец на Городнице являлся резиденцией князя Николая Репнина. В некоторых исторических публикациях утверждается, что именно во время визита к Репнину на Городницу, король Станислав Август подписал отречение от престола. Однако эти сведения не соответствуют действительности. Легенда порождена неверным толкованием данных из дневника графа Ильи Безбородко. В этот же период во дворце, на приёмах князя Репнина, часто бывали Никита Панин, Павел Цицианов и другие важные русские сановники, а также польско-литовские аристократы среди которых Михаил Мнишек, Урсула Замойская, Изабелла Понятовская, Эльжбета Грабовская . Графиня Уршуля Тарновская вспоминала:

 Грабовская посетила меня, и мы поехали вместе, в восемь часов, к Репнину. Наконец, стали гулять, время было прекрасное, Репнин на дворе Городницы гулял и легко уговорил меня пойти в сад. Мы пошли с Грабовской. Прибыли Панина и Моравская, и большое количество генералов и офицеров с орденами шло за нами. Сад на Городнице назван публичным. Я сама решилась ходить и говорить с князем, а все шли сзади, потому что тут такой обычай, что самый первый пан и генерал не заговорит первый с Репниным и с ним рядом не пойдёт.
— Wspomnienia damy polskiéj z XVIII. wieku/Bytność moja w Grodnie r. 1796,  - Urszula Tarnowska. Перевод из книги Е. Асноревского «Гродно — столица, которая осталась».
Став резиденцией главы российской администрации, дворец сохранял этот статус до конца существования Российской империи. В канун нового 1800 года в Гродно приехал Михаил Кутузов, назначенный исполнять обязанности литовского губернатора, который должен был проводить пол года в Вильно и пол года в Гродно. Кутузов сменил на должности Ивана Горича, а он ранее управлявшего литовскими землями Бориса де Ласси. Резиденцией генерал-губернаторов в Гродно должен был являться дворец Городницы.
После образования отдельной Гродненской губернии дворец занимали известные политические деятели Российской империи, в частности Василий Ланской, Франциск Друцкий-Любецкий, Михаил Муравьёв-Виленский и Пётр Столыпин.
Во второй половине XIX века прямо перед главным зданием дворца была возведена Александро-Невская церковь, разобранная в межвоенный период польской администрацией.
Резиденция сгорела в период Первой мировой войны.

## Архитектура

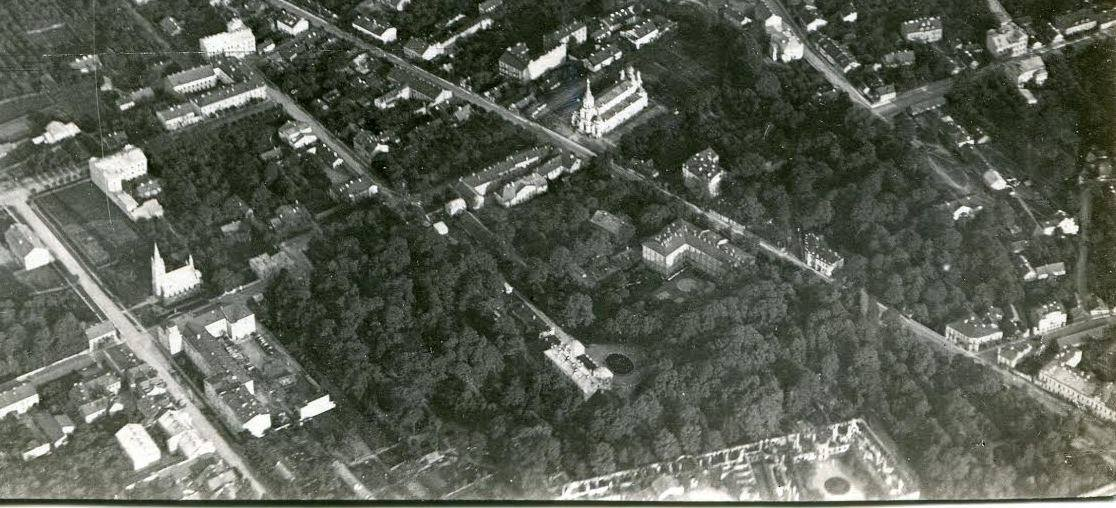
Разрушенный комплекс дворца (внизу снимка) на фото периода Первой мировой.

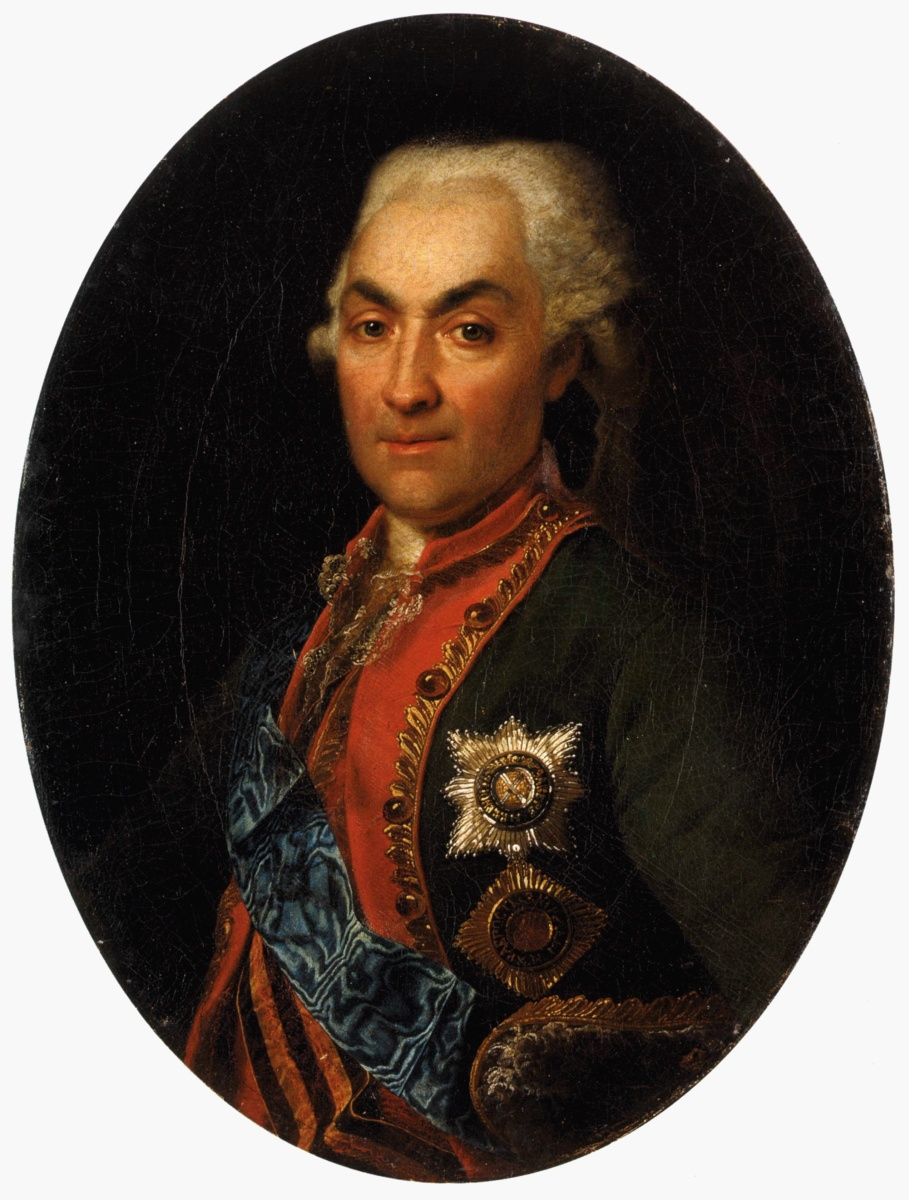
Известный житель дворца, князь Николай Репнин.

Дворец являлся крупным памятником архитектуры гибридного стиля барокко и классицизма, с некоторым влиянием рококо. Комплекс включал главный П-образный корпус, театр и манеж, которые были достроены при Станиславе Понятовском, в 80-х годах XVIII века. Фасад дворца Тизенгауза, со стороны медицинской академии, после возведения дополнительного корпуса с манежем, имел длину более 140 метров. Помещения, расположенные за этим фасадом были выстроены в анфиладу. Любопытно, что анфилада гродненского дворца на Городнице не очень значительно уступала по протяжённости самой длинной анфиладе Версаля, но зато превосходила любую из анфилад многих известнейших монарших резиденций Европы, таких как Букингемский дворец и Шёнбрунн.
В конце XVIII столетия комплекс соединили оранжереей со зданием дворца Четвертинских.
Резиденция являлась самым крупным по площади дворцом ВКЛ, среди полностью построенных в XVIII веке.
Подобно дворцу Сан-Суси или резиденции в Вилянуве, королевский дворец на Городнице растягивался в ширину, а не тянулся в высоту. Окна помещались невысоко над землёй. Такой приём как бы позволял приблизить обитателей здания к парку, окружавшему резиденцию.

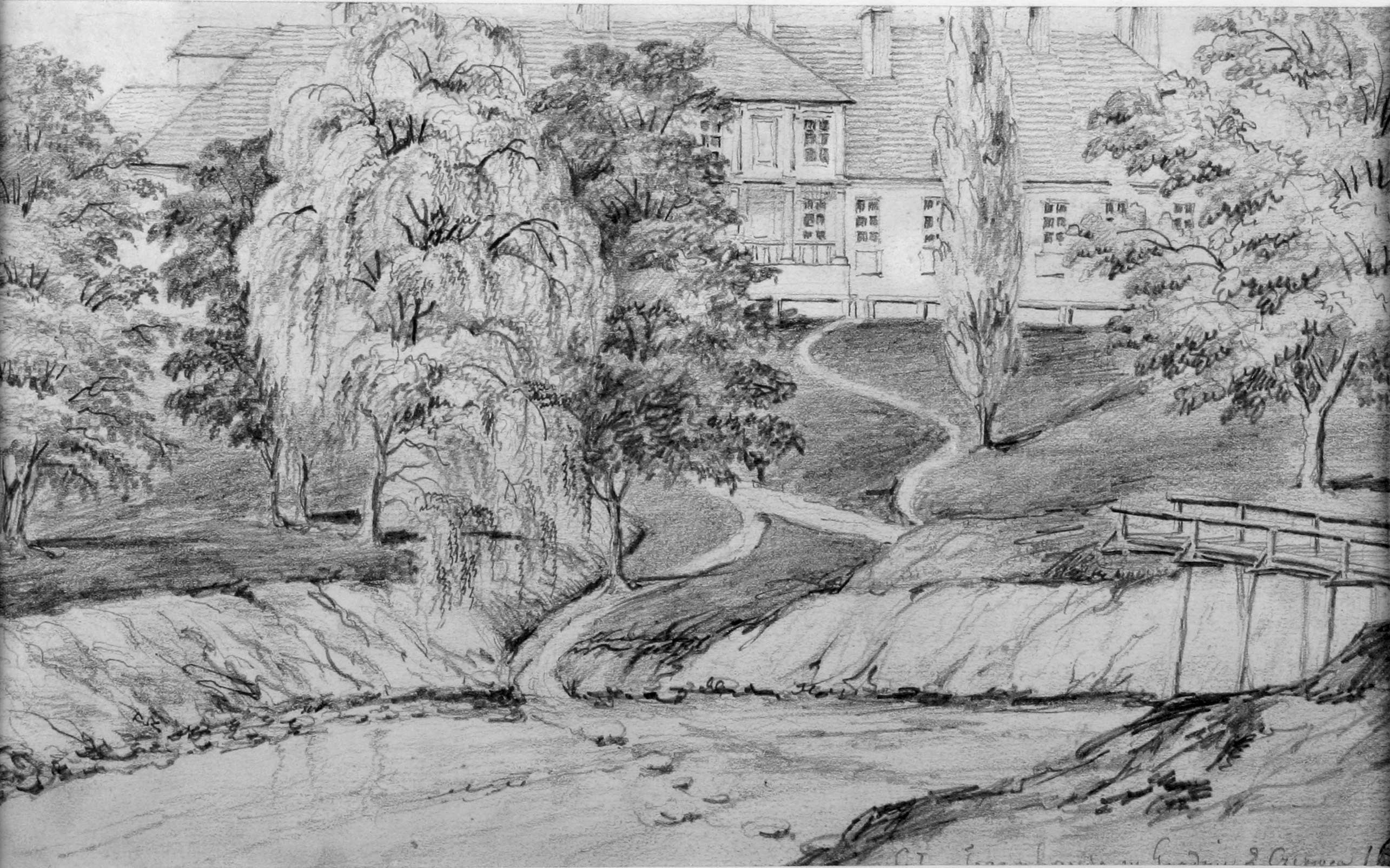
Н. Орда. Вид дворца Городницы со стороны долины Городничанки (Швейцарской) в 1860-е годы.

Согласно описанию резиденции, появившемуся в начале 80-х годов XVIII века, дворец в тот период имел черепичную крышу, но при этом полукруглый ризалит в центре главного фасада был накрыт жестяным куполом.
За левым крылом П-образного главного здания, размещалась так называемая «итальянская официна», соединённая переходом с основным корпусом. Это было относительно небольшое строение, также украшенное куполом, который, как можно предположить, размещался в углу Г-образного объёма «официны». В этом секторе располагался и колодец, предназначенный для нужд дворцовой кухни.
Проект дополнительного корпуса резиденции, созданный, вероятно, ещё при Тизенгаузе, предполагал строительство объёма, продольные оси которого были направлены в сторону здания медицинской академии. Однако в результате расширения резиденции, которое проводилось при князе Станиславе Понятовском, новые корпуса, предназначенные для театра и манежа, расположились с северной стороны главного здания резиденции. Новые постройки соединили с «итальянской официной», которая, вероятно, при этом была расширена и потеряла свой купол.
Правое крыло П-образного корпуса, стоящее над долиной Городничанки, имело в подвалах сразу несколько жилых помещений. Таким образом, подземная часть резиденции могла служить не только для хозяйственных нужд, но и для проживания людей, к примеру, во время наплыва большого количества приезжих на сейм.
Согласно плану XIX века, достаточно обширные подвалы помещались и под левым крылом главного корпуса, при этом конструктивные особенности высокой крыши дворца, показывают, что она не была предназначена для размещения жилых мансард, хотя в отдельных сегментах дворец имел помещения второго этажа, в частности двухэтажным был полукруглый ризалит главного фасада.
Округлая башенка-ризалит с куполом, размещённая в центре главного фасада, была обильно украшена лепниной. На куполе помещался бюст, который, предположительно, изображал богиню Цереру.
Фасады со стороны курдонёра были декорированы сдвоенными рустованными лопатками. Над окнами помещались лепные гирлянды. Балкон на втором этаже полукруглого центрального выступа поддерживали сложные фигурные кронштейны. Правое крыло дворца имело четырёхколонный портик со стороны долины.
Только в главной, П-образной части дворца, находилось более 50-ти помещений. В интерьере были собраны различные произведения искусства. Имелись декоративные росписи, над которыми, по проектам Марчелло Бачарелли, работали несколько живописцев, в том числе и Антоний Грушецкий. В залах дворца также находились камины из каррарского мрамора.
Описание резиденции начала XX века оставила проживавшая во дворце дочь Петра Столыпина Мария.

 Трудно представить себе что-нибудь лучше этого старого замка короля польского, Станислава Понятовского, отведенного губернатору. В одном нашем помещении шли анфиладой десять комнат, так что бывший до моего отца губернатором князь Урусов ездил к нам на велосипеде. И что за комнаты! Не очень высокие, глубокие, уютные комнаты большого старинного помещичьего дома, с массою коридорчиков, каких-то углов и закоулков. Кроме нашего помещения, находились в этом дворце еще губернское присутствие, губернская типография и много квартир чиновников. В общей сложности в сад выходило шестьдесят окон в один ряд. Под той же крышей был и городской театр...
В этом старом замке было столько места, что у меня одной было три комнаты: очень красивая, овальная, вся голубая с белым, гостиная и классная. Последняя и частный кабинет папа составляли верх дома и были самыми его красивыми комнатами: кабинет со стенами резного дуба, обрамлявшего оригинальную серую с красным ткань, и моя классная с потолком и стенами полированного дерева.
По воскресеньям в большой зале с колоннами бывали танц-классы, как и раньше в Ковно. Я, как «большая», уже не училась и лишь смотрела на «детей». Эти друзья моих сестёр, со страхом делая большой круг, проходили в передней мимо чучела зубра. Громадный зверь, убитый в Беловежской Пуще, был, действительно, страшен на вид и своими размерами и густой черной шерстью и угрожающе наклоненной тяжелой головой.
— Воспоминания о моем отце П.А. Столыпине, - Мария фон Бок.
Главный корпус резиденции сильно пострадал во время боевых действий Первой мировой войны и был разобран. Относительно конкретных обстоятельств уничтожения резиденции существуют разные версии. Журналист немецкой газеты, в период Первой мировой войны, писал о слухах, согласно которым дворец был подожжён самим губернатором.

 Русский губернатор жил в самом красивом здании Гродно, так называемом замке Тизенгауза (Schloss von Tyzenhaus). Дымящиеся руины его величественного дворца принял победоносный генерал Шольц, который приказал своей артиллерии защищать общественные здания города, но уже не мог спасти это лучшее. Говорят, что русский губернатор приказал сжечь свой замок, чтобы заставить исчезнуть с поверхности земли явно сомнительные документы его самого и его предшественников.
— Grodno: eine Sammlung von Artikeln aus der Grodnoer Zeitung. 1916
Согласно другой версии дворец сожгли немецкие войска.
Театр и дворец Четвертинских, входившие в комплекс резиденции, сохранились.

Планы дворцового комплекса
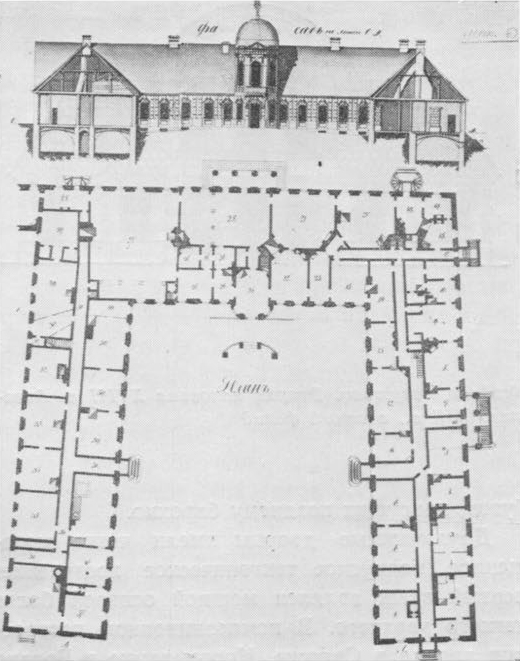
Главный корпус
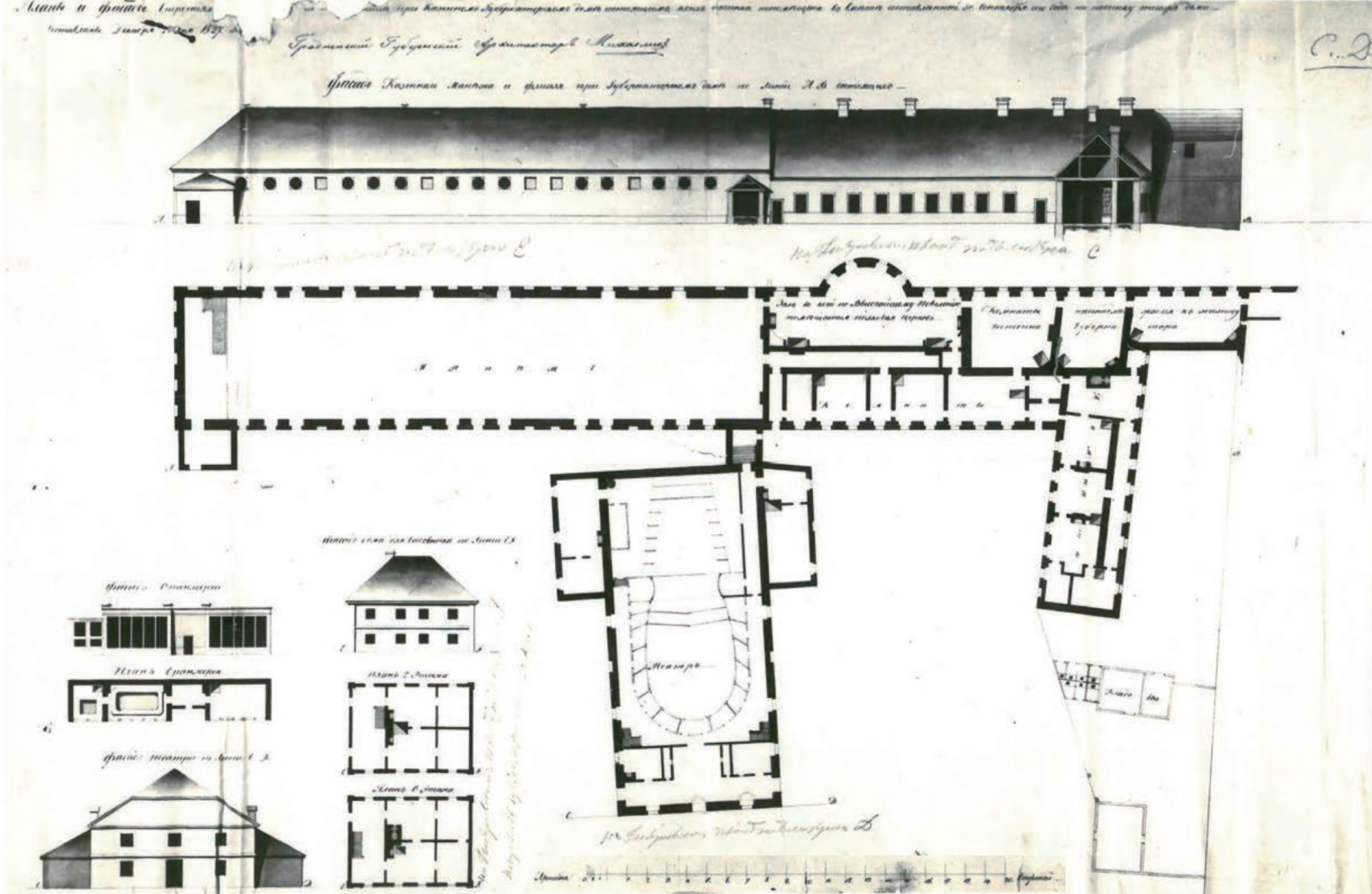
Театр и манеж
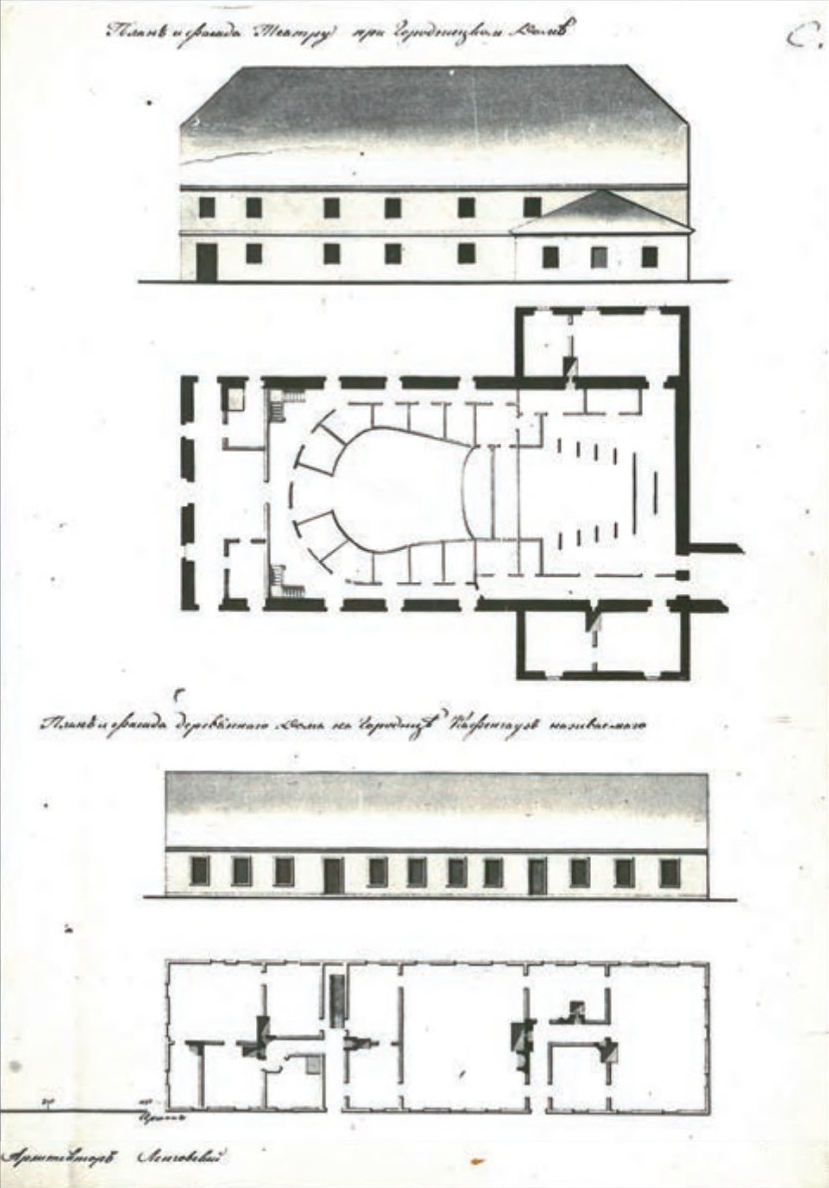
Театр (вверху)